# FirstGroup
FirstGroup plc er en britisk transportkoncern med hovedkvarter i Aberdeen. De driver transportservices med bus og tog i Storbritannien og Irland. Selskabet er børsnoteret på London Stock Exchange.